# Barby (Ardenne)
Barby è un comune francese di 376 abitanti situato nel dipartimento delle Ardenne nella regione del Grand Est.

## Società

### Evoluzione demografica
Abitanti censiti